# Murcia
Murcia fontos közlekedési csomópont, egyetemi város, püspöki székhely és idegenforgalmi központ Spanyolországban. Murcia tartomány székhelye is. Lakossága dinamikusan gyarapszik: 1981-ben még csak 288 631 fő volt, 2010-ben pedig már 441 345.

## Fekvése
Murcia az Ibériai-félszigeten található, a Segura folyó partján, Madridtól, az ország fővárosától 350 km-re délkeletre, Cartagenától 45 km-re északnyugatra.

## Közlekedés
- Región de Murcia nemzetközi repülőtér
- Vasút köti össze Alicantéval.

## Éghajlat
Éghajlata közép-mediterrán, évi 3000 órányi napsütéssel és mintegy 18 °C éves átlaghőmérséklettel.
| Hónap                                   | Jan. | Feb. | Már. | Ápr. | Máj. | Jún. | Júl. | Aug. | Szep. | Okt. | Nov. | Dec. | Év   |
| --------------------------------------- | ---- | ---- | ---- | ---- | ---- | ---- | ---- | ---- | ----- | ---- | ---- | ---- | ---- |
| Átlagos max. hőmérséklet (°C)           | 16,6 | 18,4 | 20,9 | 23,3 | 26,6 | 31,0 | 34,0 | 34,2 | 30,4  | 25,6 | 20,3 | 17,2 | 24,9 |
| Átlagos min. hőmérséklet (°C)           | 4,7  | 5,9  | 7,7  | 9,7  | 13,3 | 17,4 | 20,3 | 20,9 | 18,0  | 13,9 | 8,9  | 5,8  | 12,2 |
| Átl. csapadékmennyiség (mm)             | 27   | 27   | 30   | 25   | 28   | 18   | 3    | 8    | 32    | 36   | 32   | 29   | 295  |
| Havi napsütéses órák száma              | 189  | 190  | 223  | 256  | 289  | 323  | 353  | 317  | 239   | 217  | 186  | 172  | 2954 |
| Forrás: Agencia Estatal de Meteorología |      |      |      |      |      |      |      |      |       |      |      |      |      |

## Története
A várost 831-ben a Segura folyó völgyében mórok alapították, majd egy 95 tornyos fallal vették körül, amelynek a maradványai ma is láthatók. Mór főváros volt, majd 1266-ban X. Alfonz kasztíliai király hódította el a móroktól. A város legnagyobb mértékű fejlődése a 16. és a 18. század között következett be. Ennek a korszaknak az emléke a barokk stílusban épült számos templom, amelyek a térség leghíresebb művészének, Francisco Salzillónak a keze munkáját dicsérik. A legfontosabb vallási épület a székesegyház, melyet a 14–15. században építettek. A 19. század jegyeit hordozza magán a murciai városháza, a Romea Színház és a casino.

## Oktatás
- Egyetemét 1915-ben alapították.

## Gazdaság
Jellemzően mezőgazdasági piac, selyem-, és textilgyártás. Malomiparán kívül a helyiek konzerv-, bőráru- és gyógyszergyártással foglalkoznak. A téli szezonban az európai zöldségellátmány 80 százaléka Murcia környékéről érkezik a boltokba.[forrás?]

## Látnivalói
- Szűz Mária-székesegyház (Catedral de Santa María): Az épület különböző részei eltérő építészeti stílusokat képviselnek (gótikus kapu, reneszánsz és barokk kápolna). A székesegyházban őrzik egy ezüstládikóban X. Alfonz kasztíliai király szívét.
- Püspöki palota, 18. századi palota
- Történelmi negyed, arab épületekkel
- Fuente Santa búcsújáróhely
- Múzeumok: Salzillo-múzeum, Vízimalom Múzeum, Szépművészeti Múzeum

## Ismétlődő rendezvények
- Tavaszi fesztivál
- La Fuesanta-i Miasszonyunk ünnepe (szeptemberben)

## Képek

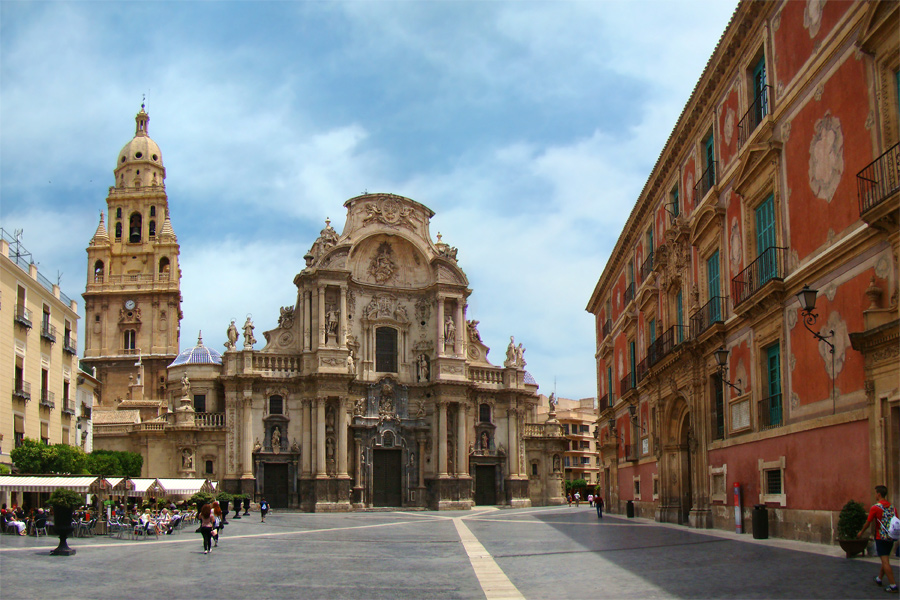
A székesegyház
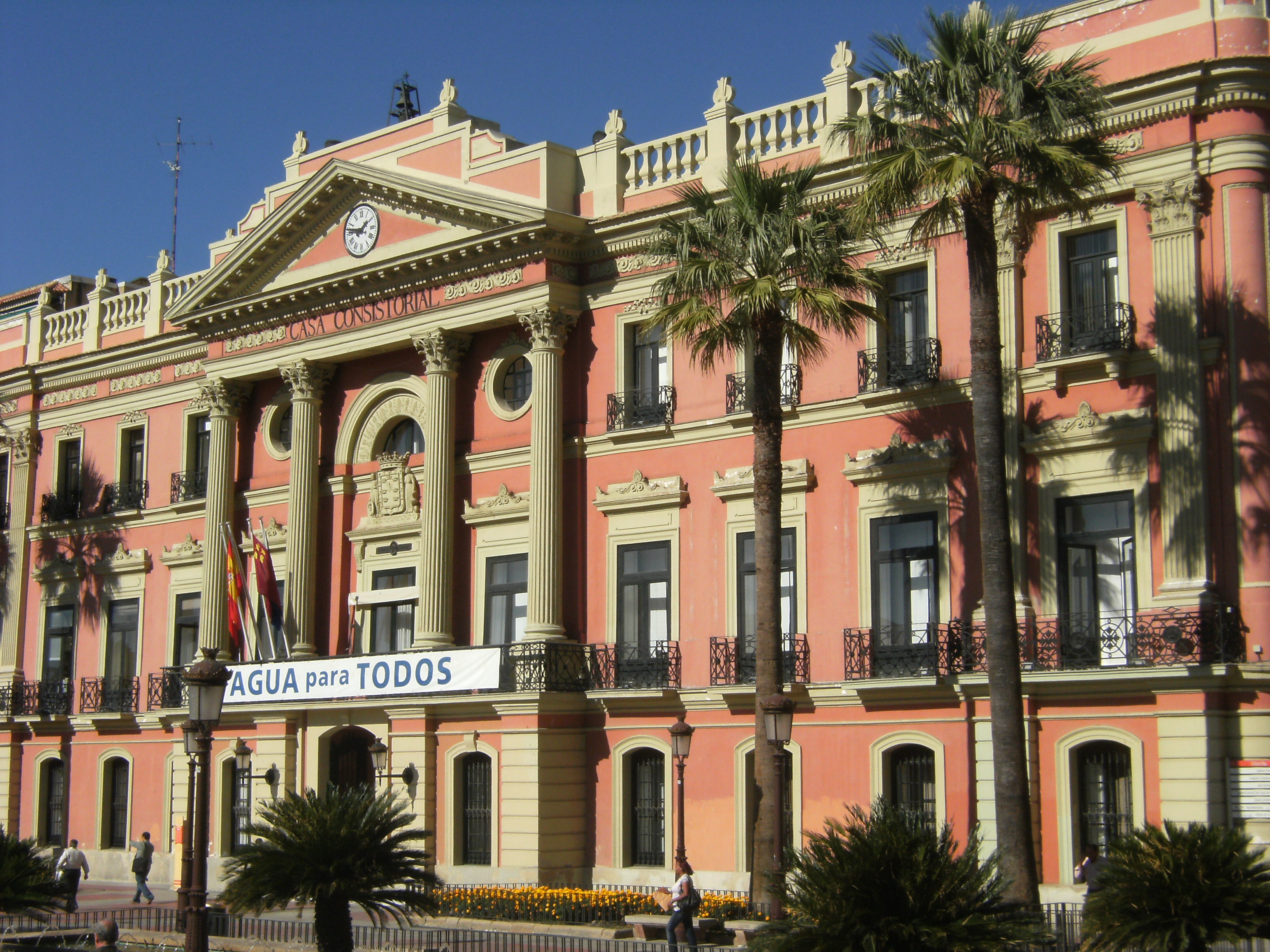
A városháza
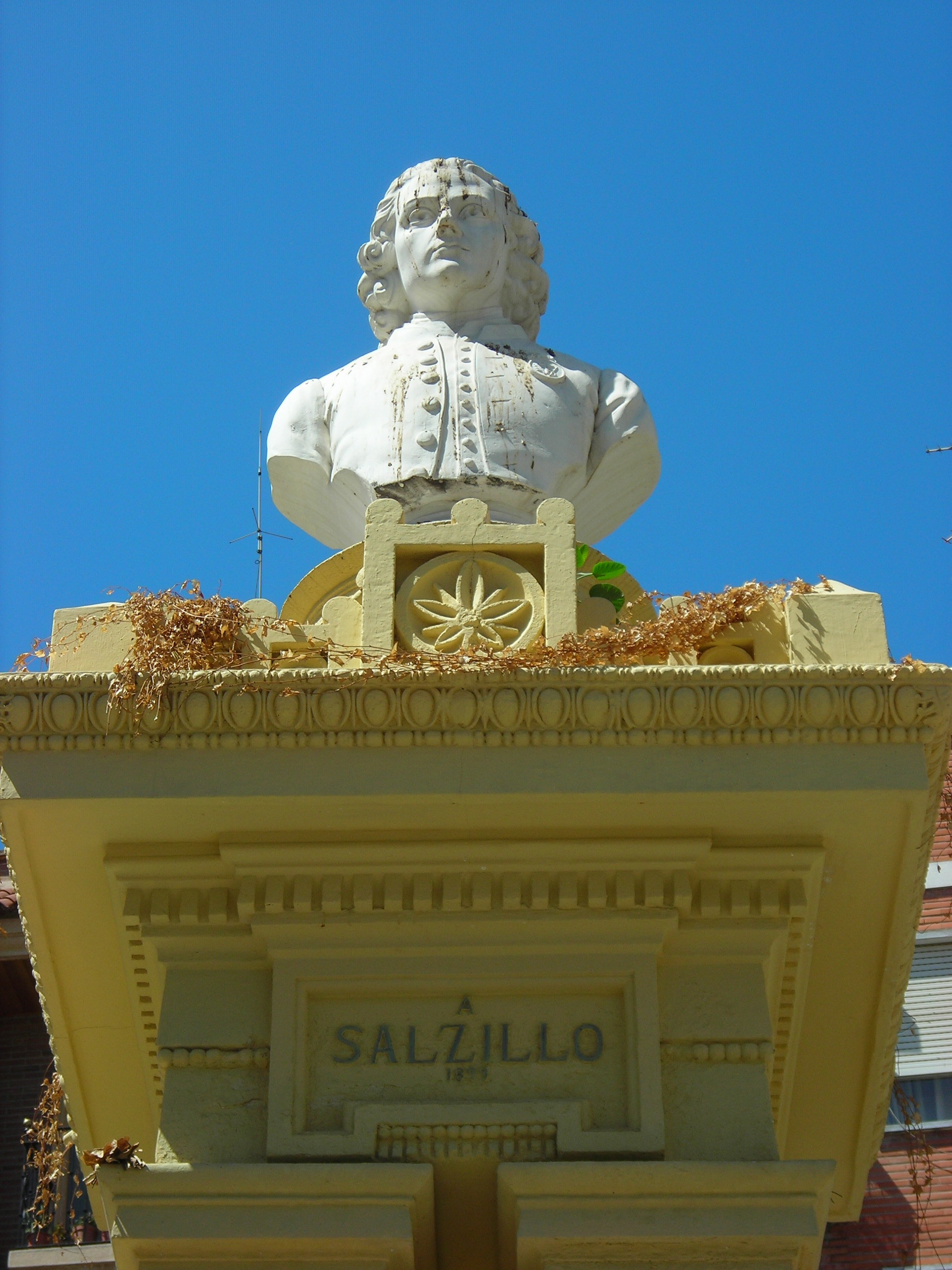
A város legismertebb építészének, Francisco Salzillónak a szobra
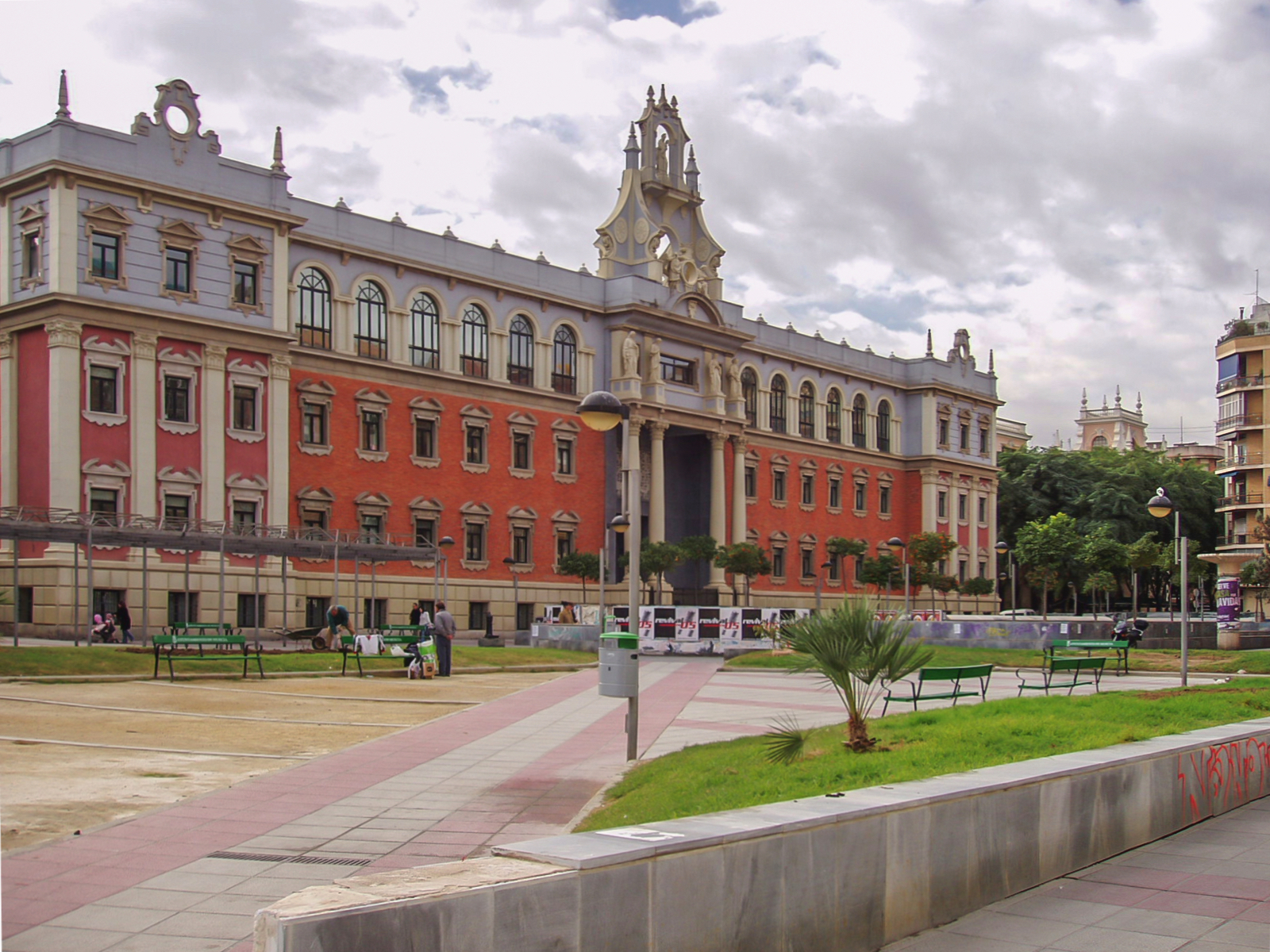
Az egyetem
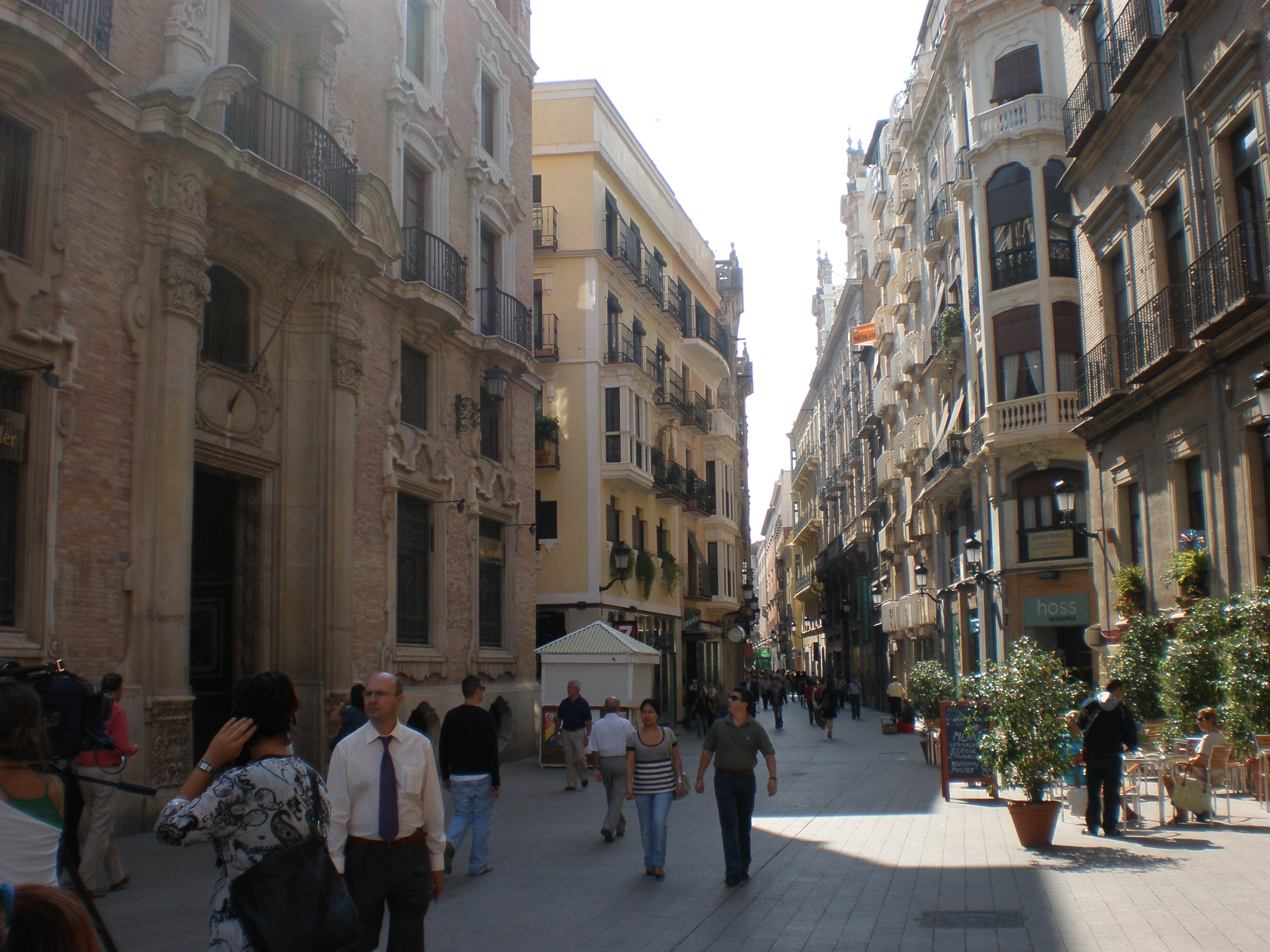
Óvárosi utcakép (Trapería)
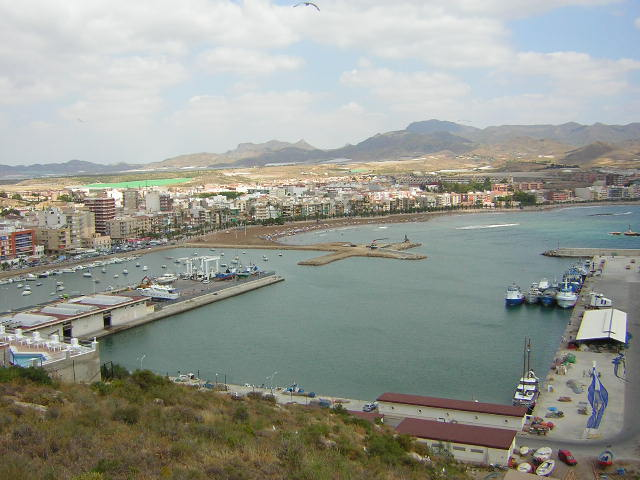
A kikötő távlati képe

## Népesség
A település lakosságának változását az alábbi diagram mutatja:
| Lakosok száma | 367 189 | 398 815 | 422 861 | 436 870 | 441 354 | 439 712 | 443 243 | 453 258 | 462 979 | 474 617 |
|               | 2001    | 2004    | 2007    | 2009    | 2012    | 2014    | 2017    | 2019    | 2022    | 2024    |